# Ива жилколистная
И́ва жилколи́стная (лат. Salix phlebophylla) — вид цветковых растений из рода Ива (Salix) семейства Ивовые (Salicaceae).

## Распространение и экология
В природе ареал вида охватывает Восточную Сибирь, Дальний Восток России, Канаду (Юкон) и США (Аляска).
Произрастает на мшисто-лишайниковых и каменистых арктических и альпийских тундрах.

## Ботаническое описание
Карликовый, распростертый кустарничек. Ветви короткие (длиной 7—10 см), жёлтые, позднее тёмные, густо покрытые мелкими, сближенными листьями.
Листья длиной до 1 см, шириной 0,4—0,6 см, продолговато-обратнояйцевидные, заострённые, часто с отогнутой складчатой верхушкой, реже притуплённые, кожистые, мелкоточечные, одноцветные, цельнокрайные. При отмирании и сгнивании паренхимы листьев, сеть жилок сохраняется до трёх лет.
Серёжки расположены на олиственных, конечных или боковых веточках, яйцевидные, короткие, длиной 0,4—0,7 см, густоцветковые, прямые. Прицветные чешуи округло-обратнояйцевидные, чёрные. Тычинки в числе двух, свободные, голые, с голыми жёлто-бурыми нитями и тёмно-бурыми пыльниками. Завязь яйцевидно-коническая, бурая или фиолетовая, сидячая, с нектарником превышающим основание завязи и бурым, удлинённым столбиком оканчивающимся бурыми, двураздельными, расходящимися рыльцами.

## Таксономия
Вид Ива жилколистная входит в род Ива (Salix) семейства Ивовые (Salicaceae) порядка Мальпигиецветные (Malpighiales).
|  |                                      |  |                                                             |                                                             |                  |  | ещё 36 семейств (согласно Системе APG II) | ещё 36 семейств (согласно Системе APG II) |                      |  |  |  | ещё более 500 видов |
|  |                                      |  |                                                             |                                                             |                  |  | ещё 36 семейств (согласно Системе APG II) | ещё 36 семейств (согласно Системе APG II) |                      |  |  |  | ещё более 500 видов |
|  |                                      |  |                                                             | порядок Мальпигиецветные                                    |                  |  |                                           |                                           | род Ива              |  |  |  |                     |
|  |                                      |  |                                                             | порядок Мальпигиецветные                                    |                  |  |                                           |                                           | род Ива              |  |  |  |                     |
|  | отдел Цветковые, или Покрытосеменные |  |                                                             |                                                             | семейство Ивовые |  |                                           |                                           | вид Ива жилколистная |  |  |  |                     |
|  | отдел Цветковые, или Покрытосеменные |  |                                                             |                                                             | семейство Ивовые |  |                                           |                                           |                      |  |  |  |                     |
|  |                                      |  | ещё 44 порядка цветковых растений (согласно Системе APG II) | ещё 44 порядка цветковых растений (согласно Системе APG II) |                  |  |                                           | ещё около 57 родов                        | ещё около 57 родов   |  |  |  |                     |
|  |                                      |  |                                                             | ещё 44 порядка цветковых растений (согласно Системе APG II) |                  |  |                                           |                                           | ещё около 57 родов   |  |  |  |                     |